# Rio Tangararé
Rio Tangararé är ett vattendrag i Brasilien.   Det ligger i delstaten Amapá, i den norra delen av landet, 2 100 km norr om huvudstaden Brasília.
I omgivningarna runt Rio Tangararé växer i huvudsak städsegrön lövskog. Trakten runt Rio Tangararé är nära nog obefolkad, med mindre än två invånare per kvadratkilometer.